# レッド・ツェッペリン・ボックスセット2
『レッド・ツェッペリン・ボックスセット2』(英語: Led Zeppelin Box Set 2)は、1993年に発売されたイギリスのバンド、レッド・ツェッペリンのオーディオCD2枚組のボックス・セット。プロデューサーはジミー・ペイジ。レーベルはワーナー／アトランティック。

## 概要
1990年に発売されたボックス・セットから選に漏れた全楽曲に未発表録音を追加して作られたセット。ペイジ／プラント色が薄く、ジョーンズ主導の楽曲やキーボードを前面に押し出した楽曲、初期の頃のブルースのカバーなど、玄人好みの選曲になっている。また、盗作で訴えられた曲や、盗作の疑いが強い曲、ジミー・ペイジが余り気に入っていないと公言している曲など「いわくつきの曲」の大半がこちらに収録されている。このセットで発表された「ベイビー・カム・オン・ホーム」は、その後リマスターされた『最終楽章 (コーダ)』に収録された。

## 収録曲

### Disc1
1. グッド・タイムズ・バッド・タイムズ - Good Times Bad Times
2. ウィアー・ゴナ・グルーヴ - We're Gonna Groove
3. 夜間飛行 - Night Flight
4. ザッツ・ザ・ウェイ - That's The Way
5. ベイビー・カム・オン・ホーム - Baby Come On Home
  - 未発表曲
6. レモン・ソング - The Lemon Song
7. ユー・シュック・ミー - You Shook Me
8. ブギー・ウィズ・ステュー - Boogie With Stu
9. ブロン・イ・アー - Bron-Yr-Aur
10. ダウン・バイ・ザ・シーサイド - Down By The Seaside
11. アウト・オン・ザ・タイルズ - Out On The Tiles
12. ブラック・マウンテン・サイド - Black Mountain Side
13. モビー・ディック - Moby Dick
14. シック・アゲイン - Sick Again
15. ホット・ドッグ - Hot Dog
16. ケラウズランブラ - Carouselambra

### Disc2
1. サウス・バウンド・ザウレス - South Bound Saurez
2. ウォルターズ・ウォーク - Walter's Walk
3. ダーリーン - Darlene
4. 黒い田舎の女 - Black Country Woman
5. ハウ・メニー・モア・タイムズ - How Many More Times
6. 流浪の民 - The Rover
7. フォア・スティックス - Four Sticks
8. ハッツ・オフ・トゥ・（ロイ）ハーパー - Hats Off To(Roy)Harper
9. 君から離れられない - I Can't Quit You, Baby
10. 何処へ - Hots On For Nowhere
11. リヴィング・ラヴィング・メイド - Living Loving Maid (She's Just A Woman)
12. ロイヤル・オルレアンズ - Royal Orleans
13. モントルーのボンゾ - Bonzo's Montreux
14. クランジ - The Crunge
15. ブリング・イット・オン・ホーム - Bring It On Home
16. 一人でお茶を - Tea For One

### カタログ番号
- Atlantic 7567832682